# 泰丰华文小学
1°33′10″N 103°40′43″E / 1.55282°N 103.67865°E
泰丰华文小学（简称SJK (C) Thai Hong）是马来西亚新山县士姑来金山园的一所华文小学，于1954年2月10日成立，创办人为郑亚振校长、李定华校长、黄森及梁金水等人。泰丰华文小学原本于哥打丁宜县泰丰港创立，因学生来源不足而于2010年1月迁校至士姑来金山园，并在同年开课。